# عرب‌قدیم
عرب‌قدیم (به ترکی آذربایجانی: Ərəbqədim) یک منطقهٔ مسکونی در جمهوری آذربایجان است که در شهرستان قبوستان واقع شده‌است. عرب‌قدیم ۱٬۲۷۵ نفر جمعیت دارد.